# الائتلاف الوطني لقوى الثورة والمعارضة السورية
الائتلاف الوطني لقوى الثورة والمعارضة السورية، والمعروف اختصاراً باسم الائتلاف الوطني السوري، أو أحياناً الائتلاف الوطني الثوري السوري، هو كيان سياسي تأسس في الدوحة، قطر، في نوفمبر/تشرين الثاني 2012، خلال الحرب الأهلية السورية، في محاولة لتوحيد مختلف الحركات المعارضة لنظام حزب البعث بقيادة بشار الأسد.
اعترفت عدة دول أعضاء في الأمم المتحدة، إضافة إلى الاتحاد الأوروبي وجامعة الدول العربية، بهذا الائتلاف كممثل شرعي للشعب السوري. وضمّ في مرحلة ما المجلس الوطني السوري، وهو تحالف معارض آخر كان قد حصل سابقاً على اعتراف دبلوماسي.
ظلّ مقر الائتلاف خارج سوريا حتى أواخر عام 2024. وعلى الرغم من أنه أقام اتصالات مع الجيش السوري الحر، وحاول في مرحلة معينة مراقبته من خلال المجلس العسكري الأعلى، إلا أن الائتلاف عانى في بداياته من ضعف الحضور الميداني داخل سوريا، ومن الانقسامات الداخلية، والتنافس بين القوى الإقليمية للسيطرة عليه. وقد كان في البداية منقسماً بين تيارات مقربة من قطر وأخرى من السعودية، قبل أن يصبح لاحقاً خاضعاً في الغالب لتأثير تركيا.
في 18 مارس/آذار 2013، أسس الائتلاف الحكومة السورية المؤقتة، التي مارست لاحقاً سلطتها في المناطق الواقعة تحت النفوذ التركي في شمال سوريا.
شارك الائتلاف في محاولات التفاوض مع النظام ضمن إطار عملية السلام السورية. وفي عام 2014، انسحب المجلس الوطني السوري، الذي كان يُعد الكتلة الأكبر داخل الائتلاف، احتجاجاً على قرار المشاركة في مؤتمر جنيف 2 بشأن سوريا. شارك الائتلاف لاحقاً في هيئة التفاوض السورية، وكان له ممثلون في اللجنة الدستورية السورية. ومع تعثر الحل السياسي واستمرار حالة الجمود في الحرب، فقد الائتلاف الكثير من نفوذه، وأصبح يُنظر إليه إلى حد كبير كأداة للتأثير التركي في سوريا. فقد الدعم الأمريكي في عام 2019، وسحبت جامعة الدول العربية اعترافها به في عام 2023.
وفي أواخر عام 2024، وبعد سقوط نظام الأسد، انتقل مقر الائتلاف من إسطنبول إلى دمشق. وفي فبراير/شباط 2025، أعلن الائتلاف تأييده للسلطات الجديدة بقيادة أحمد الشرع، وصرّح بنيّته حلّ نفسه والاندماج في الإدارة السورية الجديدة.

## التأسيس
تشكل الائتلاف في الدوحة، قطر في نوفمبر 2012. انتخب الداعية معاذ الخطيب، إمام المسجد الأموي في دمشق سابقا رئيسا للائتلاف، ويعتبر من المعتدلين. كما انتخب كل من رياض سيف وسهير الأتاسي نائبين للرئيس، ومصطفى صباغ أمينا عاما.
يتكون الائتلاف من 63 مقعدا، ويمثل أعضاؤه معظم قوى المعارضة، فمن أعضاء الائتلاف: المجلس الوطني السوري والهيئة العامة للثورة السورية ولجان التنسيق المحلية والمجلس الثوري لعشائر سوريا، ورابطة العلماء السوريين، واتحادات الكتاب، والمنتدى السوري للأعمال، وتيار مواطنة، وهيئة أمناء الثورة، وتحالف معا، والكتلة الوطنية الديمقراطية السورية، والمكون التركماني، والمكون السرياني الآشوري، والمجلس الوطني الكردي، والمنبر الديمقراطي، والمجالس المحلية لكافة المحافظات، إضافة إلى بعض الشخصيات الوطنية وممثل عن المنشقين السياسيين.

## الاعتراف
في 12 نوفمبر، اعترفت دول مجلس التعاون لدول الخليج العربية (المملكة العربية السعودية وقطر والبحرين والإمارات العربية المتحدة والكويت وعمان) بالائتلاف كممثل شرعي للشعب السوري، وسحبت اعترافها من حكومة بشار الأسد. وبعد بضع ساعات، اعترفت دول جامعة الدول العربية باستثناء الجزائر والعراق ولبنان بالائتلاف كممثل شرعي للشعب السوري.

## الدول الداعمة
يلقى الائتلاف دعما من تركيا والولايات المتحدة الأمريكية والمملكة المتحدة وفرنسا، الدول الأعضاء في حلف شمال الأطلسي، بالإضافة إلى جامعة الدول العربية. أصدرت الولايات المتحدة بيانا صحافيا في 11 نوفمبر تهنئ فيه الممثلين عن الشعب السوري على تشكيل الائتلاف. نص البيان على «إننا نتطلع إلى دعم الائتلاف الوطني في خط طريقه نحو نهاية حكم الأسد الدموي، وبداية مستقبل سالم وعادل وديمقراطي الذي يستحقه كل السوريين.» وجدد أيضا التزام الولايات المتحدة بالمساعدات الإنسانية وغير القتالية، وشكر قطر على دورها في المؤتمر.

## الحكومة المؤقتة
وفي 19 آذار / مارس 2013 انتخب الائتلاف غسان هيتو كرئيس للحكومة المؤقتة لإدارة المناطق الخاضعة لسلطة المعارضة.
أعلن أحمد معاذ الخطيب رئيس الائتلاف استقالته في 24 آذار / مارس 2013 وغادر منصبه في 22 نيسان / أبريل 2013 ليكلف نائبه جورج صبرا بمهام رئاسة الائتلاف لحين انتخاب رئيس جديد.
استقال ممثل جماعة الإخوان المسلمين من الائتلاف بعد تقديم رئيسه أحمد الجربا رسالة تهنئة لعبد الفتاح السيسي بمناسبة توليه رئاسة مصر. أصدرت الجماعة بيانًا صحفيًا وصفت فيه السيسي بالمنقلب على الشرعية الدستورية في مصر.

## الرؤساء
| الترتيب | الاسم | الاسم              | بداية العهدة   | نهاية العهدة   | الحزب                   | ملاحظات                      |
| ------- | ----- | ------------------ | -------------- | -------------- | ----------------------- | ---------------------------- |
| 1       |       | أحمد معاذ الخطيب   | 11 نوفمبر 2012 | 22 أبريل 2013  | مستقل                   |                              |
| -       |       | جورج صبرا          | 22 أبريل 2013  | 6 يوليو 2013   | المجلس الوطني السوري    | مؤقت                         |
| 2       |       | أحمد العاصي الجربا | 6 يوليو 2013   | 9 يوليو 2014   | المجلس الوطني السوري    | أعيد انتخابه في 5 يناير 2014 |
| 3       |       | هادي البحرة        | 9 يوليو 2014   | 4 يناير 2015   | مستقل                   |                              |
| 4       |       | خالد خوجة          | 4 يناير 2015   | 5 مارس 2016    | مستقل                   |                              |
| 5       |       | أنس العبدة         | 5 مارس 2016    | 6 أيار 2017    | المجلس الوطني السوري    |                              |
| 6       |       | رياض سيف           | 6 أيار 2017    | 6 أيار 2018    | مستقل                   |                              |
| 7       |       | عبد الرحمن مصطفى   | 6 أيار 2018    | 06 أيار2019    | المجلس التركماني السوري |                              |
| 8       |       | انس العبدة         | 06أيار2019     | 06أيار2020     | المجلس الوطني السوري    |                              |
| 9       |       | ناصر الحريري       | 06 أيار 2020   | 12 يوليو 2021  | حراك ثوري               |                              |
| 10      |       | سالم المسلط        | 12 يوليو 2021  | 12 سبتمبر 2023 | مجلس القبائل والعشائر   |                              |
| 11      |       | هادي البحرة        | 12 سبتمبر 2023 | إلى الآن       | مستقل                   |                              |

## الاعتراف الدولي

اعتراف دولي (أخضر) بالائتلاف الوطني كممثل شرعي لسورية (أحمر).

|      | الدولة                   | تاريخ الاعتراف | المنظومة الدولية                                    |
| ---- | ------------------------ | -------------- | --------------------------------------------------- |
| 1–6  | السعودية                 | 12 نوفمبر 2012 | مجلس التعاون لدول الخليج العربية                    |
| 1–6  | البحرين                  | 12 نوفمبر 2012 | مجلس التعاون لدول الخليج العربية                    |
| 1–6  | الإمارات العربية المتحدة | 12 نوفمبر 2012 | مجلس التعاون لدول الخليج العربية                    |
| 1–6  | الكويت                   | 12 نوفمبر 2012 | مجلس التعاون لدول الخليج العربية                    |
| 1–6  | قطر                      | 12 نوفمبر 2012 | مجلس التعاون لدول الخليج العربية                    |
| 1–6  | عمان                     | 12 نوفمبر 2012 | مجلس التعاون لدول الخليج العربية                    |
| 7–18 | جزر القمر                | 12 نوفمبر 2012 | جامعة الدول العربية (ما عدا الجزائر والعراق ولبنان) |
| 7–18 | جيبوتي                   | 12 نوفمبر 2012 | جامعة الدول العربية (ما عدا الجزائر والعراق ولبنان) |
| 7–18 | مصر                      | 12 نوفمبر 2012 | جامعة الدول العربية (ما عدا الجزائر والعراق ولبنان) |
| 7–18 | الأردن                   | 12 نوفمبر 2012 | جامعة الدول العربية (ما عدا الجزائر والعراق ولبنان) |
| 7–18 | ليبيا                    | 12 نوفمبر 2012 | جامعة الدول العربية (ما عدا الجزائر والعراق ولبنان) |
| 7–18 | موريتانيا                | 12 نوفمبر 2012 | جامعة الدول العربية (ما عدا الجزائر والعراق ولبنان) |
| 7–18 | المغرب                   | 12 نوفمبر 2012 | جامعة الدول العربية (ما عدا الجزائر والعراق ولبنان) |
| 7–18 | فلسطين                   | 12 نوفمبر 2012 | جامعة الدول العربية (ما عدا الجزائر والعراق ولبنان) |
| 7–18 | الصومال                  | 12 نوفمبر 2012 | جامعة الدول العربية (ما عدا الجزائر والعراق ولبنان) |
| 7–18 | السودان                  | 12 نوفمبر 2012 | جامعة الدول العربية (ما عدا الجزائر والعراق ولبنان) |
| 7–18 | تونس                     | 12 نوفمبر 2012 | جامعة الدول العربية (ما عدا الجزائر والعراق ولبنان) |
| 7–18 | اليمن                    | 12 نوفمبر 2012 | جامعة الدول العربية (ما عدا الجزائر والعراق ولبنان) |
| 19   | فرنسا                    | 13 نوفمبر 2012 | فرنسا                                               |
| 20   | تركيا                    | 15 نوفمبر 2012 | تركيا                                               |
| 21   | إيطاليا                  | 15 نوفمبر 2012 | إيطاليا                                             |
| 22   | المملكة المتحدة          | 20 نوفمبر 2012 | المملكة المتحدة                                     |
| 23   | الدنمارك                 | 10 ديسمبر 2012 | الدنمارك                                            |
| 24   | الولايات المتحدة         | 12 ديسمبر 2012 | الولايات المتحدة                                    |

## ما بعد سقوط نظام الأسد
في ديسمبر/كانون الأول 2024، وبعد سقوط نظام بشار الأسد، دعا رئيس الائتلاف هادي البحرة إلى فترة انتقالية مدتها 18 شهراً لإعادة بناء مؤسسات الدولة السورية واقتصادها، بما يتماشى مع قرار مجلس الأمن رقم 2554. وأكد أن الائتلاف الوطني السوري ينبغي أن يُوسّع ليشمل "عناصر جديدة من المعارضة". عبّر الائتلاف عن دعمه للحكومة السورية المؤقتة التي يرأسها محمد البشير، ودعا إلى عقد مؤتمر وطني وتشكيل حكومة تكون "جامعة لمختلف المكوّنات". كما أعلن البحرة أن الائتلاف سيحلّ نفسه في حال انعقاد مؤتمر وطني دستوري يتمتع بالمصداقية.
وفي 30 ديسمبر/كانون الأول 2024، أعلن البحرة أنه انتقل إلى دمشق، وأنه سيباشر عمله من هناك. وفي يناير/كانون الثاني 2025، صرّح سمير سطوف، منسّق مؤتمر الحوار المزمع عقده، بأن الائتلاف الوطني السوري وهيئة التفاوض السورية لن تتم دعوتهما، باعتبار أن ولايتهما قد انتهت بسقوط النظام السابق. وقد أكّد ذلك لاحقاً الزعيم السوري الجديد أحمد الشرع، مشيراً في الوقت نفسه إلى أن أعضاء هذه الكيانات مرحب بهم للمشاركة بصفاتهم الشخصية.  وفي 8 يناير/كانون الثاني 2025، عقد الشرع اجتماعاً مع وفد من الائتلاف الوطني السوري برئاسة البحرة.
وفي 30 يناير/كانون الثاني، أعلنت الحكومة السورية المؤقتة أنها تضع نفسها تحت تصرّف الحكومة الانتقالية.
وفي 7 فبراير/شباط، أعلن المجلس الوطني الكردي انسحابه من الائتلاف.
وفي 11 فبراير/شباط، أفادت تقارير بأن الائتلاف الوطني السوري يستعد لحلّ نفسه، وأنه طلب من موظفيه التقدّم بطلبات للالتحاق بالإدارة الجديدة. وفي اليوم التالي، عقد البحرة، إلى جانب رئيس هيئة التفاوض بدر جاموس، اجتماعاً آخر مع أحمد الشرع، حيث أُعلن أن الائتلاف الوطني السوري وهيئة التفاوض السورية قد اتفقا على الحل والاندماج ضمن هيكل الدولة الجديد. كما أعلن الائتلاف ولاءه الكامل للسلطات السورية الجديدة.